# Centropyge colini
Centropyge colini е вид бодлоперка от семейство Pomacanthidae. Видът не е застрашен от изчезване.

## Разпространение и местообитание
Разпространен е във Вануату, Гуам, Индонезия, Кокосови острови, Маршалови острови, Микронезия, Нова Каледония, Палау, Северни Мариански острови, Соломонови острови, Фиджи и Филипини.
Обитава океани, морета и рифове. Среща се на дълбочина от 20 до 100 m.

## Описание
На дължина достигат до 9 cm.
Популацията на вида е стабилна.